# Mike Gillis
Michael David Gillis, född 1 december 1958 i Sudbury, Ontario, var general manager och president för det kanadensiska NHL-laget Vancouver Canucks mellan 2008 och 2014. Han är dessutom en före detta professionell ishockeyspelare och spelaragent.
Gillis är farbror till ishockeyspelarna Adam Pelech och Matt Pelech, som båda har spelat i NHL.

## Spelare
Mike Gillis valdes som 5:e spelare totalt i NHL-draften 1978 av Colorado Rockies. Gillis spelade tre år i Colorado och gjorde 16 mål och 19 assist för totalt 35 poäng på 121 matcher. Han spelade också i farmarligorna AHL och CHL med Philadelphia Firebirds och Fort Worth Texans.
18 februari 1981 bytte Colorado Rockies bort Gillis till Boston Bruins för centern Bob Miller. Gillis spelade i Boston fram till och med säsongen 1983–84. I Boston spelade han 135 matcher och gjorde på dessa 17 mål och 24 assist för totalt 41 poäng. Under tiden i Boston Bruins organisation spelade han också för AHL-lagen Baltimore Skipjacks och Hershey Bears.

### Statistik
OMJHL = Ontario Major Junior Hockey League
| 1975–76      | Kingston Canadians     | OMJHL        | 64  | 16 | 45  | 61  | 34  | 7  | 1 | 2  | 3  | 11 |
| 1976–77      | Kingston Canadians     | OMJHL        | 4   | 2  | 2   | 4   | 4   | —  | — | —  | —  | —  |
| 1977–78      | Kingston Canadians     | OMJHL        | 43  | 21 | 46  | 67  | 86  | 5  | 3 | 12 | 15 | 0  |
| 1978–79      | Colorado Rockies       | NHL          | 30  | 1  | 7   | 8   | 6   | —  | — | —  | —  | —  |
| 1978–79      | Philadelphia Firebirds | AHL          | 2   | 0  | 0   | 0   | 0   | —  | — | —  | —  | —  |
| 1979–80      | Colorado Rockies       | NHL          | 40  | 4  | 5   | 9   | 22  | —  | — | —  | —  | —  |
| 1979–80      | Fort Worth Texans      | CHL          | 29  | 9  | 13  | 22  | 43  | —  | — | —  | —  | —  |
| 1980–81      | Colorado Rockies       | NHL          | 51  | 11 | 7   | 18  | 54  | —  | — | —  | —  | —  |
| 1980–81      | Boston Bruins          | NHL          | 17  | 2  | 4   | 6   | 15  | 1  | 0 | 0  | 0  | 0  |
| 1981–82      | Boston Bruins          | NHL          | 53  | 9  | 8   | 17  | 54  | 11 | 1 | 2  | 3  | 6  |
| 1982–83      | Boston Bruins          | NHL          | 5   | 0  | 1   | 1   | 0   | 12 | 1 | 3  | 4  | 2  |
| 1982–83      | Baltimore Skipjacks    | AHL          | 74  | 32 | 81  | 113 | 33  | —  | — | —  | —  | —  |
| 1983–84      | Boston Bruins          | NHL          | 50  | 6  | 11  | 17  | 35  | 3  | 0 | 0  | 0  | 2  |
| 1983–84      | Hershey Bears          | AHL          | 26  | 8  | 21  | 29  | 13  | —  | — | —  | —  | —  |
| OMJHL totalt | OMJHL totalt           | OMJHL totalt | 111 | 39 | 93  | 132 | 124 | 12 | 4 | 14 | 18 | 11 |
| CHL totalt   | CHL totalt             | CHL totalt   | 29  | 9  | 13  | 22  | 43  | —  | — | —  | —  | —  |
| AHL totalt   | AHL totalt             | AHL totalt   | 102 | 40 | 102 | 142 | 46  | —  | — | —  | —  | —  |
| NHL totalt   | NHL totalt             | NHL totalt   | 246 | 33 | 43  | 76  | 186 | 27 | 2 | 5  | 7  | 10 |

## Spelaragent
Efter att ha avslutat sin spelarkarriär 1984 studerade Gillis 1990 vid Queen's University Faculty of Law i Kingston, Ontario, och blev därefter spelaragent. Som spelaragent arbetade han bland annat för NHL-spelarna Pavel Bure, Markus Näslund, Mike Richter, Tony Amonte och Bobby Holik.

## General Manager

### 2008–09
Mike Gillis utsågs till general manager för Vancouver Canucks 28 april 2008. Inför säsongen 2008–09 valde Gillis att inte förlänga kontrakten med trotjänarna Markus Näslund och Brendan Morrison. 18 december 2008 skrev han ett ettårs-kontrakt med Mats Sundin vilket i realiteten var ett halvårs-kontrakt eftersom Sundin valt att inte spela under den första halvan av säsongen. 3 mars 2009 skrev Gillis också ett nytt fyraårs-kontrakt med Alexandre Burrows. Vancouver Canucks vann Northwest Division under Gillis första säsong som ansvarig ledare 2008–09 men förlorade i andra rundan i Stanley Cup-slutspelet mot Chicago Blackhawks med 4-2 i matcher.

### 2009–10
Inför säsongen 2009–10 skrev Gillis nya långtidskontrakt med lagets stjärnspelare Henrik och Daniel Sedin samt målvakten Roberto Luongo. Han skrev också kontrakt med Mikael Samuelsson som närmast kom från Detroit Red Wings. Gillis första stora bytesaffär som general manager för Vancouver Canucks inträffade 28 augusti 2009 då han skickade centern Patrick White och backen Daniel Rahimi till San Jose Sharks i utbyte mot backarna Christian Ehrhoff och Brad Lukowich. Bytesaffären visade sig mycket lyckad då Ehrhoff gjorde flest mål och poäng av alla Vancouvers backar säsongen 2009–10 med 14 mål och 44 poäng på 80 matcher. Canucks vann för andra året i rad Northwest Division men förlorade likt säsongen innan i andra rundan mot Chicago Blackhawks med 4-2 i matcher. 2009–10 var också säsongen då Henrik och Daniel Sedin fick sina stora genombrott som stjärnspelare. Henrik Sedin vann Art Ross Trophy efter 112 poäng på 82 matcher och Hart Trophy som ligans mest värdefulle spelare.

### 2010–11
Inför säsongen 2010–11 ville Gillis förstärka lagets backuppsättning och skickade därför 25 juli 2010 den offensiva talangen Michael Grabner samt Steve Bernier och ett förstaval i draften 2010 till Florida Panthers i utbyte mot backen Keith Ballard och Victor Oreskovich. 1 juli 2010 skrev han också ett sexårs-kontrakt med backen Dan Hamhuis som senast spelat för Nashville Predators samt ett treårs-kontrakt med nyttige centern Manny Malhotra som kom från San Jose Sharks. Säsongen 2010–11 blev mycket lyckad för Vancouver Canucks som för första gången i klubbens historia vann Presidents' Trophy som grundseriens bästa lag efter att ha samlat ihop 117 poäng, tio fler än Washington Capitals. I första rundan av Stanley Cup-slutspelet stötte man på Chicago Blackhawks som man förlorat mot de två senaste åren. Matchserien blev dramatiskt efter att Chicago hämtat upp ett 0-3 underläge i matcher till 3-3, men Vancouver lyckades vinna den sjunde och avgörande matchen efter att Alexandre Burrows avgjort på övertid. Vancouver gick därefter ända till Stanley Cup-final där man förlorade med 4-3 matcher mot Boston Bruins. Mike Gillis utsågs efter säsongen till årets general manager vid NHL:s årliga prisgala.

### 2011–12
Inför säsongen 2011–12 skrev Gillis kontrakt med forwarden Marco Sturm. Sturm spelade dock endast sex matcher för Vancouver innan han ingick i en bytesaffär som skickade honom och Mikael Samuelsson till Florida Panthers i utbyte mot David Booth, Steven Reinprecht och ett val i tredje rundan i draften 2013. Gillis andra stora bytesaffär under säsongen inträffade 27 februari 2012, på dagen för ligans bytesstopp, då han skickade centern Cody Hodgson och backen Alexander Sulzer till Buffalo Sabres i utbyte mot forwarden Zack Kassian och backen Marc-André Gragnani. Säsongen 2011–12 skulle likt föregående år visa sig framgångsrik då Vancouver Canucks vann sin andra raka Presidents' Trophy som grundseriens bästa lag med 111 poäng, två poäng före New York Rangers och St. Louis Blues. I slutspelet förlorade Canucks i första rundan mot Los Angeles Kings.